# Jurijs Žigajevs
Jurijs Žigajevs (* 14. listopadu 1985, Leningrad, RSFSR, SSSR) je lotyšský fotbalový záložník a reprezentant, momentálně hráč klubu FK Ventspils.
Mimo Lotyšska působil v Polsku.

## Reprezentační kariéra
V A-mužstvu reprezentace Lotyšska debutoval 13. 10. 2007 v přátelském zápase proti Islandu (výhra 4:2).